# فيليكس دي شازورن
فيليكس دي شازورن (بالفرنسية: Félix de Chazournes)‏ ولد في 1887 بأورك-سور-لوار (لوار العليا) وتوفى في 1940، وهو كاتب فرنسي حصل على جائزة فيمينا الأدبية عام 1938.